# ماريا فرنك
ماريا فرنك (بالسويدية: Maria Franck)‏ هي ممثلة سويدية، ولدت في 2 فبراير 1769 في السويد، وتوفي بنفس المكان في 17 أبريل 1847.